# Henri Van Nieuwenborgh
Henri Van Nieuwenborgh (Aalst, 12 oktober 1951) is een Vlaams schrijver. Na het Atheneum studeerde hij handel en economie aan de Rijkshogere Handelschool. Na een carrière als bankdirecteur bij diverse banken werd hij in 2011 schrijver en publiceerde diverse werken. Littekens dat in 2018 verscheen is een naslagwerk met de chronologie van de feiten gepleegd door de bende van Nijvel.